# Бегство в Египет

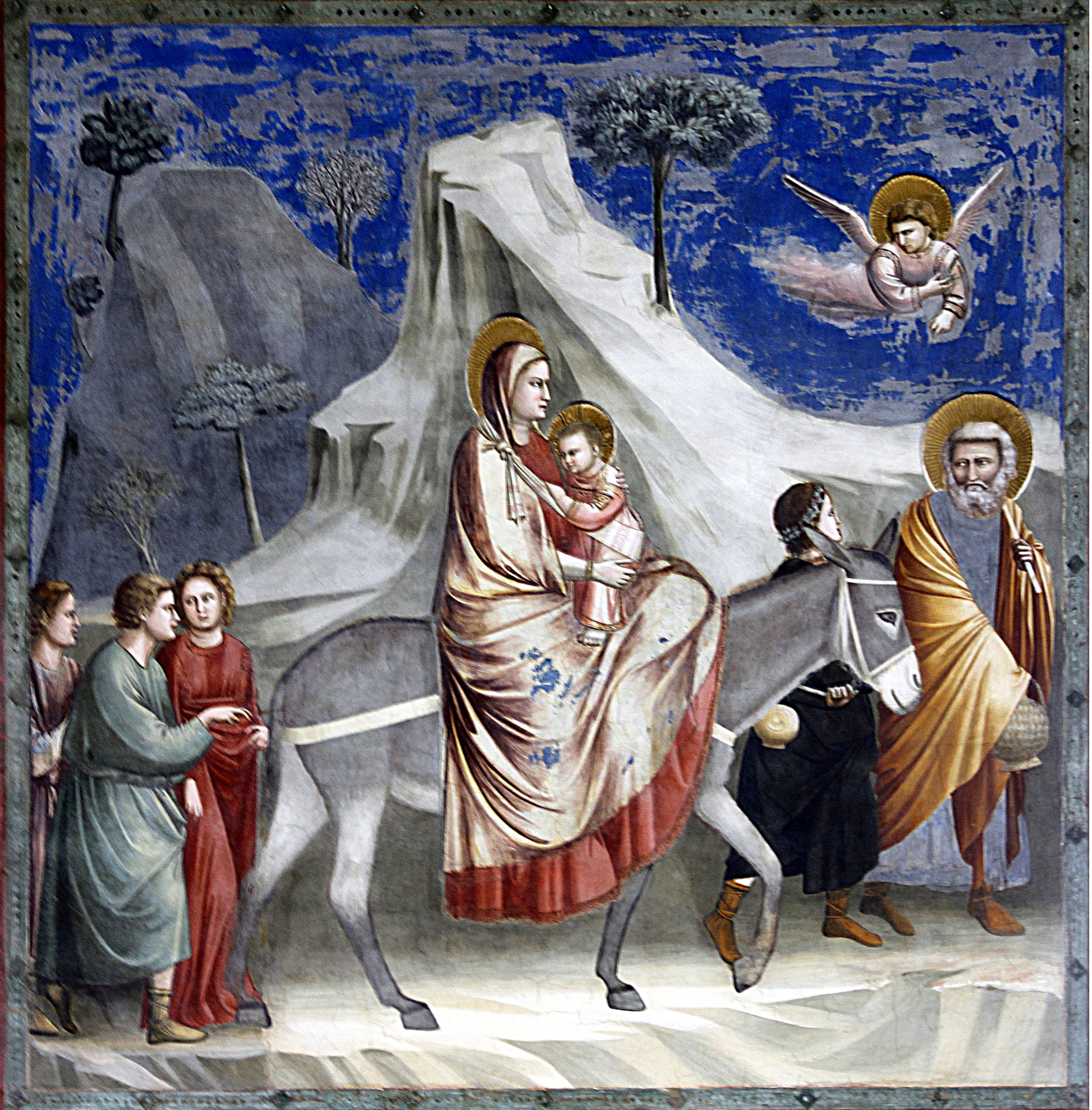
Бегство в Египет
(фреска Джотто в капелле Скровеньи)

Бе́гство в Еги́пет — описанное в Евангелии от Матфея бегство семьи Иисуса Христа в Египет, чтобы избежать избиения младенцев, произведённого по указанию царя Ирода. Евангельский рассказ об этом событии чрезвычайно краткий, большинство подробностей содержится в апокрифических «Евангелиях детства». Бегство в Египет является популярной темой в изобразительном искусстве.

## Евангельский рассказ
Рассказ о бегстве Святого семейства в Египет содержится только в Евангелии от Матфея. После того как волхвы, принеся свои дары младенцу Иисусу, не вернулись к царю Ироду, праведному Иосифу во сне явился ангел, повелевший: «встань, возьми Младенца и Матерь Его и беги в Египет, и будь там, доколе не скажу тебе, ибо Ирод хочет искать Младенца, чтобы погубить Его» (Мф. 2:13). Иосиф выполнил это распоряжение и ночью с Девой Марией и младенцем Иисусом пошёл в Египет, где находился до смерти Ирода. Евангелист связывает (Мф. 2:15) бегство в Египет с пророчеством Осии: «Я любил его и из Египта вызвал сына Моего» (Ос. 11:1).
О смерти Ирода Иосифу было возвещено ангелом и Святое семейство вернулось «в землю Израилеву», но, узнав что в Иудее царствует сын Ирода Архелай, побоялось идти туда и поселилось в Назарете.

### Чтимые церковью места

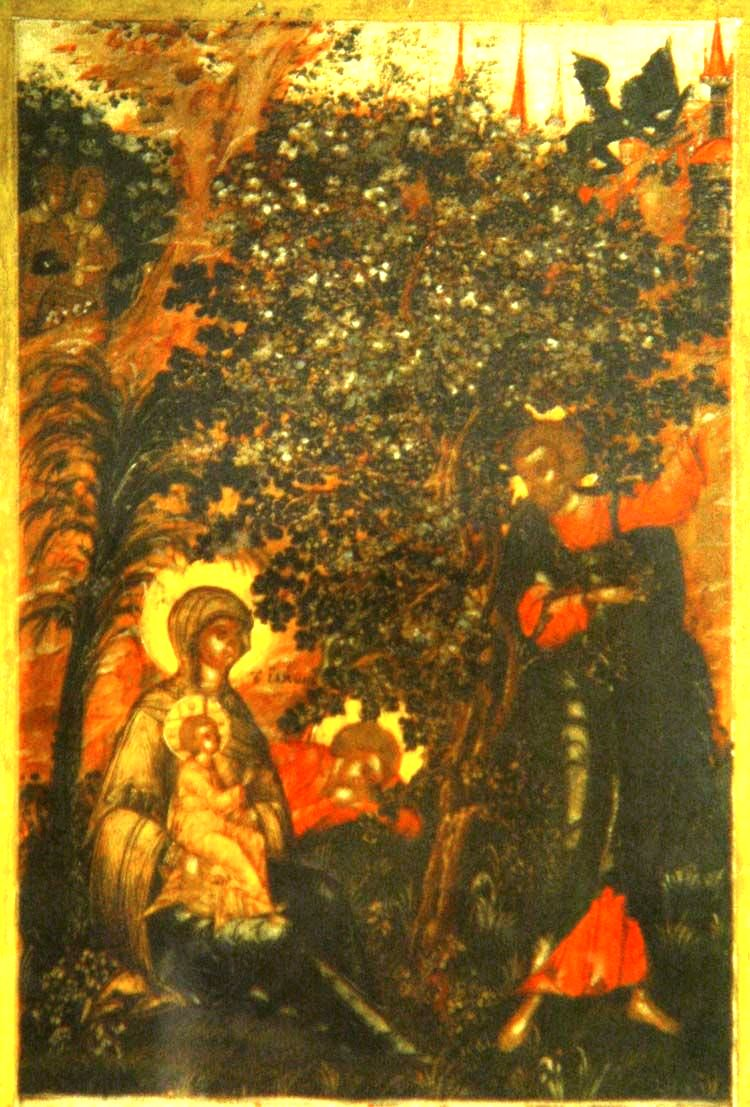
Святое семейство отдыхает под деревом (икона, Палех, XIX век)

Евангелие не сообщает о местах, которые Святое семейство посетило на своём пути в Египте, они известны лишь из Священного Предания. Наиболее подробно этот вопрос рассмотрен в традиции коптов — египетских христиан. Классическим источником по этому вопросу являются сочинения папы Феофила, 23-го патриарха Александрийского (384—412 годы).
К числу почитаемых мест относятся:
- Матария (северная окраина современного Каира): почитается сикомора, в тени которой укрылось от жары Святое семейство, и колодец (кладка относится к римской эпохе), возведённый над источником, забившим по приказанию Иисуса. Копты почитают сикомору и от умирающего дерева берут росток, который сажают рядом. В настоящее время растёт дерево, посаженное в 1906 году (рядом находится его засохший предшественник, посаженный в 1672 году)[1].
- Эль-Минья (в 20 км от города на восточном берегу Нила расположен монастырь, в котором в 328 году императрицей Еленой был построен храм над пещерой, где по преданию нашло себе убежище Святое семейство во время бегства в Египет).
- Церковь Святых Сергия и Вакха (Абу Серга)[англ.]: построена на месте предполагаемого отдыха или временного проживания Святого семейства[3].
- Монастырь Каламон (Иорданская долина): почитается пещера, в которой Святое семейство останавливалось на ночлег[4].
- Церковь Святой Марии в Маади (южная окраина Каира) — построена в IV веке, в павильоне на территории храма находятся ступени, ведущие к воде — их почитают как место, где Святое семейство село в лодку, чтобы отправиться в путь в Верхний Египет.

## Апокрифические истории
Апокрифические источники в отличие от канонических текстов содержат описание многочисленных подробностей и чудес связанных с бегством в Египет. При этом наиболее раннее из Евангелий детства — Протоевангелие Иакова (ок. 150 года) не упоминает об этой истории, а сообщает, что «Мария, услышав, что избивают младенцев, испугавшись, взяла ребёнка своего и, запеленав, положила в воловьи ясли». Подробное описание бегства содержится в Евангелии Псевдо-Матфея (IV век) и Арабском евангелии детства Спасителя (VI век).

### Евангелие Псевдо-Матфея
Данный апокриф, как и канонический текст, сообщает, что Иосиф получил повеление отправится в Египет от явившегося ему ангела и далее рассказывает о чудесах, которые произошли по пути Святого семейства. Автор апокрифа сообщает, что Иосифа и Марию сопровождали трое отроков (предание считает их детьми Иосифа) и молодая девушка (предание считает её повитухой Саломеей). Для передвижения «у них было два вола и повозка, в которой везли необходимые вещи».
- Усмирение диких зверей

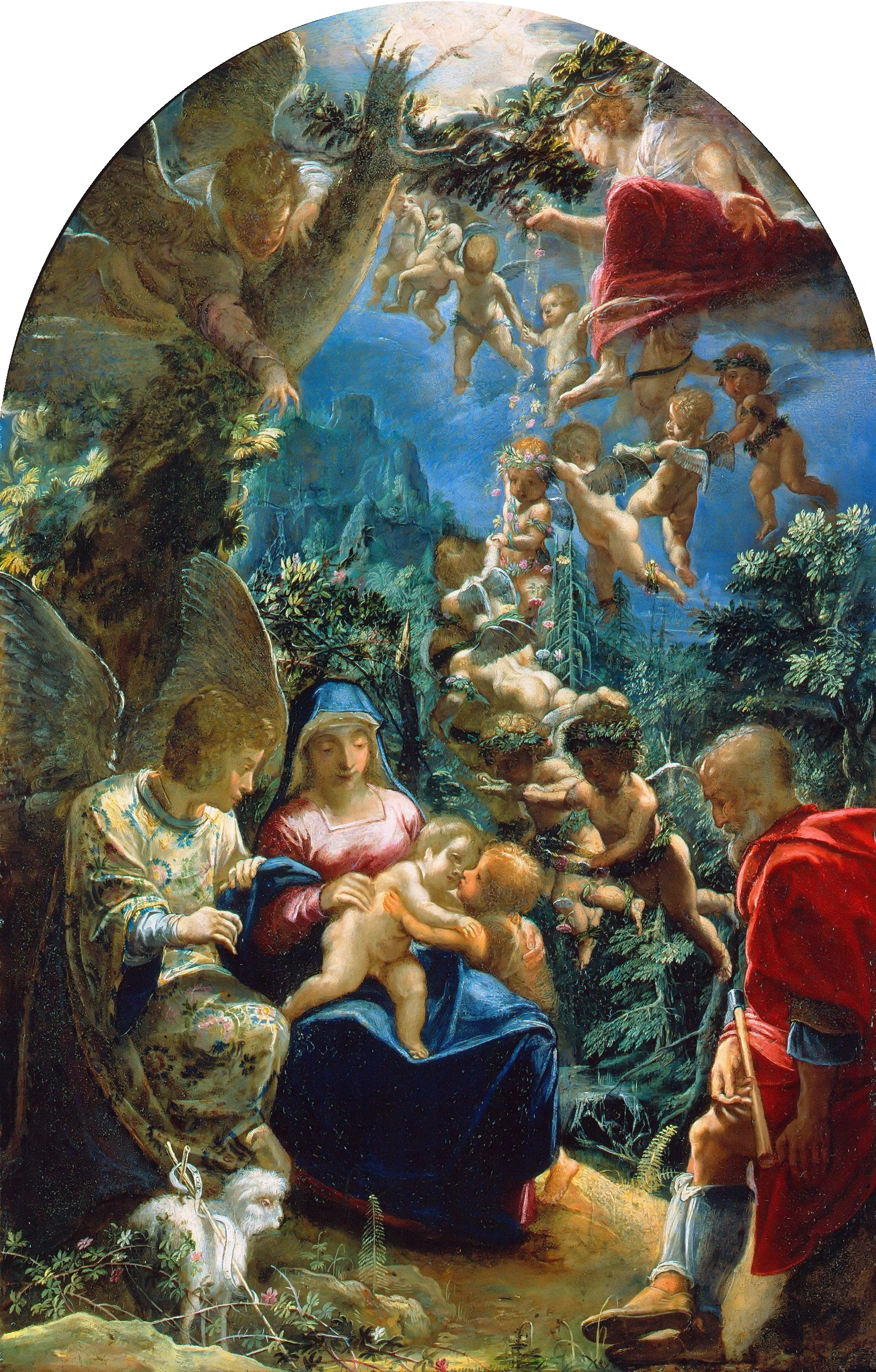
Святое семейство на привале
(Адам Эльсхаймер, ок. 1600 года)

Когда путники решили сделать привал в одной из пещер, то из неё:

…вдруг вышло великое множество драконов, и, увидев их, отроки громко вскричали. Тогда Иисус, сойдя с рук Матери Своей, стал перед драконами; они поклонились Ему, и когда поклонились, они ушли. И исполнилось то, что сказал пророк: «Хвалите Господа вы, сущие на земле, драконы».

Изумлённым родителям Иисус сказал: «не смотрите на Меня только как на Младенца. Я совершенный муж, и надлежит всем диким зверям сделаться ручными предо Мною». Дальше в пути дорогу путникам указывали львы и леопарды, которые склоняли свои головы перед младенцем. Дикие звери не причиняли вреда овцам и баранам, которых Иосиф и Мария взяли из Иудеи. Автор апокрифа считает это исполнением пророчества Исаии: «волк будет жить вместе с ягнёнком, и барс будет лежать вместе с козлёнком; и телёнок, и молодой лев, и вол будут вместе, и малое дитя будет водить их» (Ис. 11:6).
- Чудо с пальмой

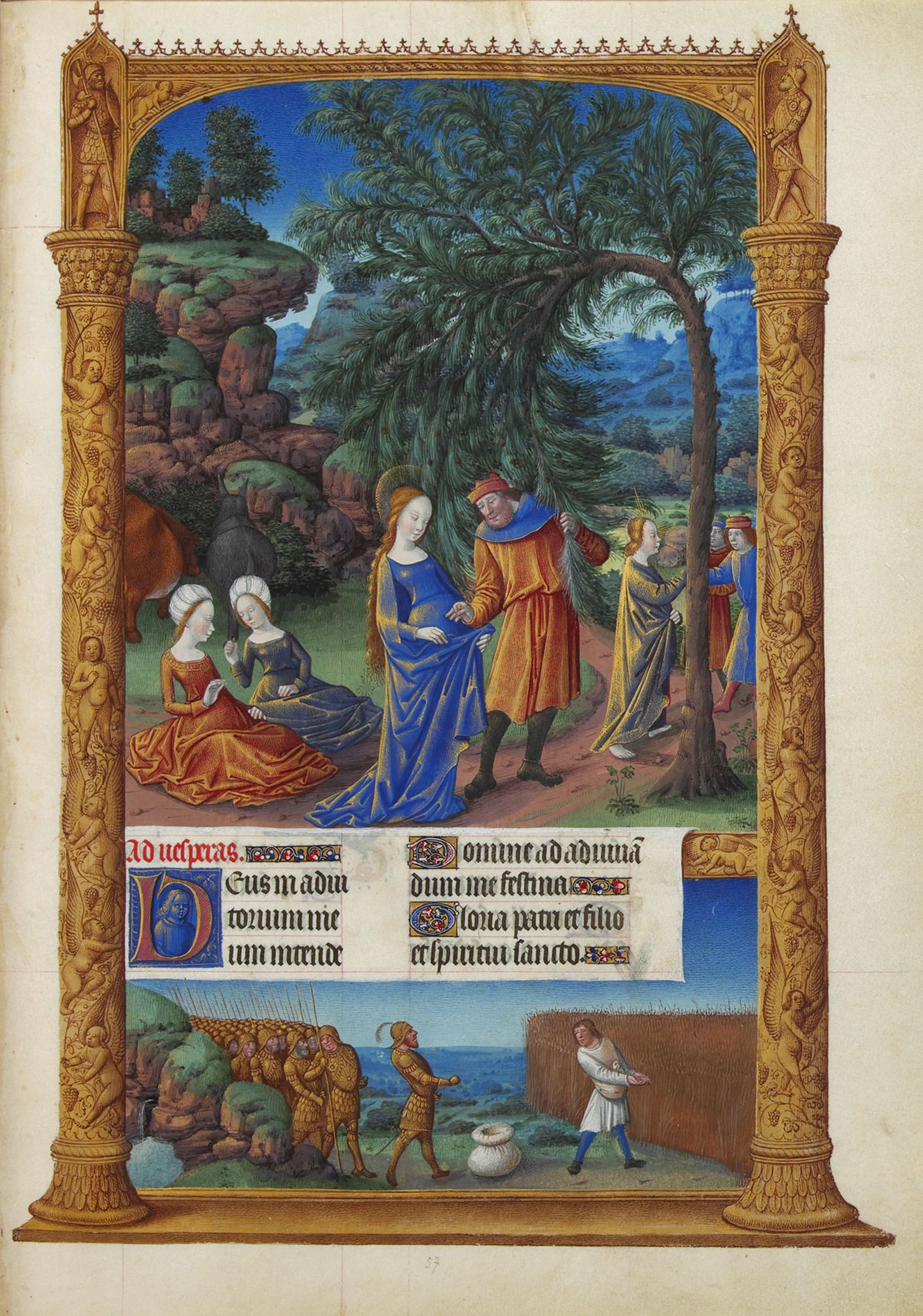
Чудо с пальмой (Великолепный часослов герцога Беррийского)

В дороге Мария присела отдохнуть под пальмой на вершине которой было множество плодов. Иосиф не смог достать их своей жене и тогда Иисус повелел пальме наклониться и Богородица смогла утолить голод. В ответ на замечание своей матери, что у них закончилась вода, Иисус повелел пальме: «пусть из-под корней твоих истечёт источник, который скрыт под землёю, и пусть даст нам воду утолить жажду нашу». На следующий день, отправляясь в путь, Иисус в благодарность пальме произнёс:

…говорю тебе, пальма, и приказываю, чтобы одна из твоих ветвей была отнесена ангелами Моими и посажена в раю Отца Моего, и Я дарую тебе в знак благословения, что всем, кто победит в битве за веру, будет сказано: вы удостоились пальмы победы.

Явившийся ангел «взял одну из ветвей, и он полетел в глубину неба, держа эту ветвь в руке. И присутствующие, видя это, были как мёртвые».
- Сокрушение идолов

По просьбе своего отца Иисус чудом сократил тридцатидневный путь до Египта так, что они прошли его в один день и вошли в город Сотин.

И так как они не знали там никого, у кого могли бы попросить гостеприимства, то вошли в храм, который египтяне называли Капитолием. В этом храме стояли сто семьдесят пять идолов, и они каждый день служили этим божествам кощунственной службой. И случилось, что когда блаженная Мария со Своим Младенцем вошла в храм, все идолы упали на землю, на лица свои, и оказались разрушенными и разбитыми.

Пришедший в храм градоначальник Афродисий счёл, что «если бы этот Младенец не был Богом, наши боги бы не пали на лица свои при виде Его, и не простёрлись бы перед Ним. Это свидетельствует, что Он их Владыка». И чтобы избежать Божьего гнева, погубившего фараона при исходе евреев из Египта «народ этого города признал Иисуса Христа своим Господом».
Святое семейство оставалось в Сотине до тех пор пока ангел не возвестил Иосифу, что можно вернуться в Иудею так как умерли «искавшие жизни Младенца».

### Арабское евангелие детства Спасителя
- Сокрушение идола и исцеление сына жреца

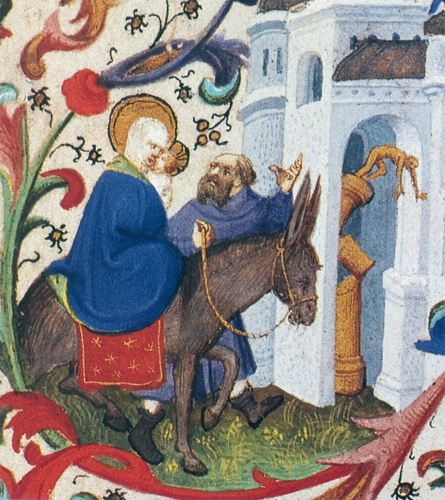
Сокрушение идолов (книжная миниатюра, 1423 год)

Пройдя всего один день пути, Святое семейство достигло крупного египетского города, в котором был «идол, которому, клятвенно повинуясь, прочие идолы и божества египтян покорствовали». Когда они вошли в город, случилось землетрясение и горожане спросили у идола о его причине:

Отвечал им идол: 

— Пришёл сюда тайный Бог, но воистину Бог Он. И не достоен кроме Него ни единый как Бог почитаться, ибо и впрямь Он Сын Божий. И едва распознав Его, вздрогнула эта земля, а от прихода Его — волновалась и трепетала. Да и сами мы пред величием силы Его трепещем.

После этого идол пал. Святое семейство остановилось в странноприимном доме, куда ворвался бесноватый сын жреца и, схватив одну из пелёнок Иисуса, возложил себе на голову: «…тут начали бесы, в змей и ворон обратившись, изо рта его стремглав выпрыгивать! И тотчас, волею Господа Христа исцелённый, стал этот мальчик Бога славить, а потом Господа, его исцелившего, благодарить принялся».
Видя такие чудеса, родители Иисуса испугались, решив, что если на родине, ища Иисуса, Ирод убил всех младенцев вифлеемских, то египтяне за поругание местного бога сожгут их. Иосиф и Мария приняли решение покинуть этот город.
История о сокрушении идола, вероятно, заимствованная из «Евангелия детства», встречается также в православной церковной гимнографии, например, в кондаке преподобного Романа Сладкопевца на неделю Ваий где среди прочего есть строфы об избиении младенцев и бегстве во Египет. Она базируется на пророчестве Исаии: «Вот, Господь восседит на облаке легком и грядет в Египет. И потрясутся от лица Его идолы Египетские» (Ис. 19:1). В Акафисте Пресвятой Богородице есть слова: «Возсиявый во Египте просвещение истины, отгнал еси лжи тьму: идоли бо его, Спасе, не терпяще Твоея крепости, падоша» (Икос 6).
- Обращение в бегство разбойников

Бегство в Египет (Джентиле да Фабриано, 1423 год)

Идя по пустыне, Святое семейство проходило мимо логова разбойников, которые вернулись в него с награбленной добычей и пленниками. В этот момент они услышали «великий гул, который бывает, когда войско и конница великого царя с барабанным боем из города выступает. Бросили тут, испугавшись, разбойники всё награбленное, пленники же развязали путы друг другу, на ноги встали, разобрали скарб свой и разъехались».
- Исцеление бесноватой

Войдя в один город, Мария увидела бесноватую — «невыносимы одежды ей были и терпеть она не могла покоев: голая, ремни и цепи, которыми связывали её, порвав, то и дело на пустыри убегала и, стоя на перекрёстках дорог, да на кладбищах, в людей камнями швыряла». Как только Мария пожалела женщину, то вышел из неё бес и её родные «с величайшим почётом приняли у себя Владычицу Марию с Иосифом».
- Исцеление немой невесты

В одном селении была свадьба, но «из-за козней проклятого сатаны и усердия чародеев онемела тамошняя невеста и совсем бессловесной сделалась». Когда Святое семейство проезжало через селение, то «немая невеста к Господу длани свои и на руки Его подхватила и, крепко к себе прижав, целовала, баюкала и качала, над Ним склонившись. И разомкнулись тотчас уста её, и стали уши слышать».
- Изгнание змея-насильника

В городе, через которые проходило Святое семейство, жила женщина, на которую во время купания в реке набросился «в змеином облике сатана» и стал регулярно посещать её и насиловать. Увидев младенца Иисуса, женщина попросила Марию разрешить ей взять его на руки: «И едва прикоснулся Он к ней, отпустил и стремглав покинул её сатана, и ни разу его с тех пор уж она не видела».
- Исцеление прокажённых

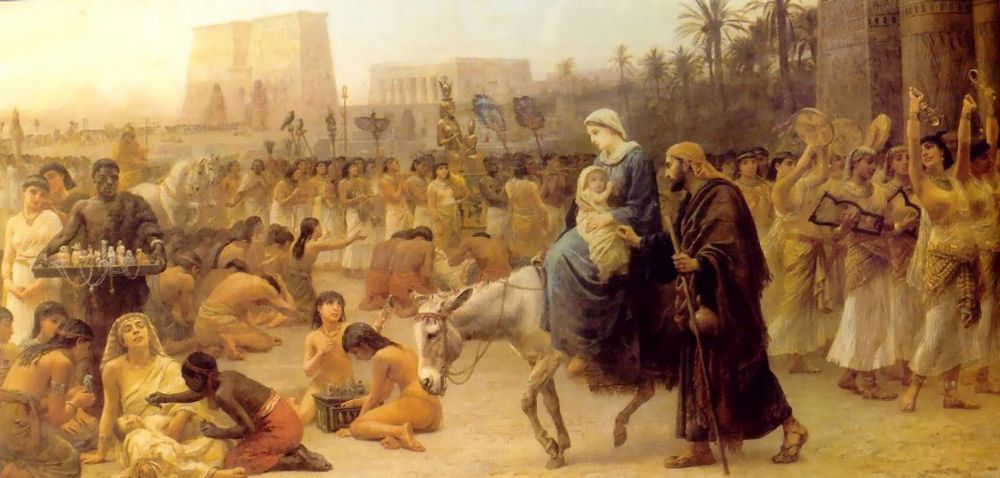
« Anno Domini» (Святое семейство в Фивах, Эдвин Лонгсден Лонг, конец XIX века)

Избавленная от змея девушка взяла воды, которой умывали младенца Иисуса и омыла ей тело своей прокажённой подруги, которая от этого исцелилась и стала спутницей Святого семейства. Придя в другой город, новая спутница Иосифа и Марии узнала что у жены градоначальника родился сын, поражённый проказой. Она рассказала ей свою историю исцеления и тогда «жена властителя и позвала их, чтобы насладились они гостеприимством её, и приготовила Иосифу пир роскошный со множеством приглашенных. А потом, на заре, собрала она ароматную воду, в коей Господа Иисуса купала, и той водой облила сына своего, который с нею был. И немедля очищен был сын её от проказы». Мария и Иосиф, получив щедрые дары от правителя, отправились дальше в путь.
- Чудо с мулом

Проезжая мимо кладбища, Святое семейство встретило рыдающих трёх женщин с мулом. Узнав, что мул это их брат, превращённый в животное в день его свадьбы, «подняла тут Владычица Мария Господа Иисуса и на спину мула того положила, и, сама вместе с женами зарыдав, Иисусу Христу сказала: „Внемли, Сыне! Исцели Ты мула этого великой силой Своей и сделай его человеком, разумом наделенным, каким он и прежде был“. И едва отлетели слова эти от уст Марии, изменился в облике мул и человеком сделался, юношей чистым и непорочным».
- Два разбойника

Пересекая пустыню, Святое семейство встретило двух разбойников — Тита и Думаха, которые были дозорными при своих спящих товарищах. Тит не хотел причинять вреда Иисусу и его родителям и уговорил Думаха их пропустить:

Увидав, что благое дело ради них совершил разбойник, молвила Владычица госпожа Мария ему: 

— Господь Бог поддержит тебя Своею десницей и отпущением грехов одарит. 

И сказал в ответ матери Своей Господь Иисус: 

— Распнут, о мати, Меня через тридцать лет иудеи в Иерусалиме, а два разбойника эти со Мной на одном кресте повешены будут: Тит — одесную, и ошую — Думах. На другой же день внидет передо Мною Тит в Царствие Небесное.

## В изобразительном искусстве

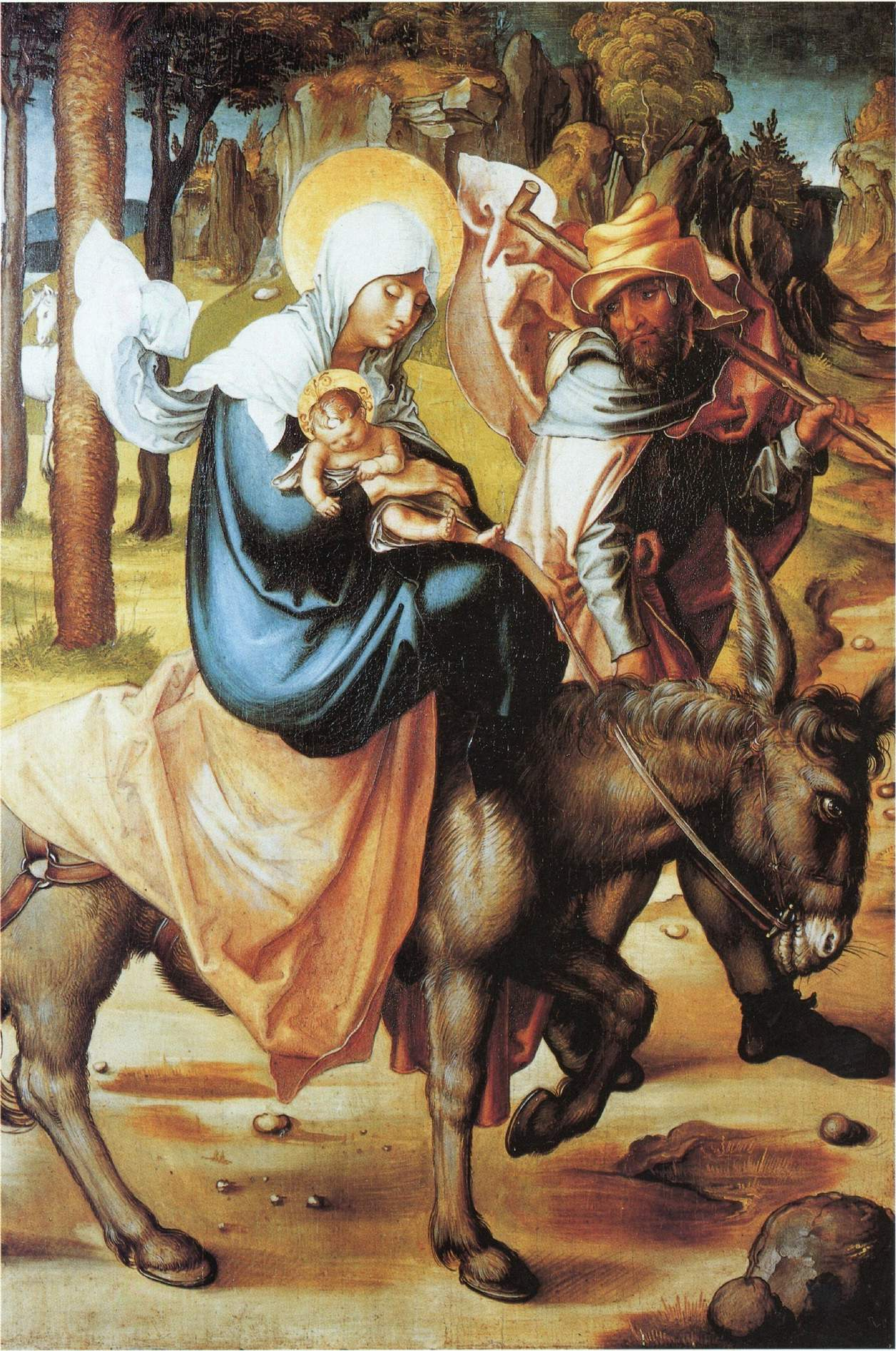
Бегство в Египет
(Альбрехт Дюрер, 1494—1497 годы)

Иконография бегства в Египет основана в большинстве случаев исключительно на апокрифических источниках. Только начальная и конечная сцены (явления ангела Иосифу в Иудее и Египте) основаны на канонических текстах. Это объясняется тем, что «богатство фантастических подробностей, имеющихся в апокрифах, стоит в резкой противоположности с правдивою простотою евангельского повествования».
Основными персонажами выступают Дева Мария, едущая на осле, младенец, которого она держит на руках, и Иосиф, как правило, ведущий осла. Дополнительно изображаются фигуру женщин-служанок и детей Иосифа Обручника (чаще всего это апостол Иаков). Символически движение процессии в Египет обозначается направлением движения путников слева направо, а их возвращение — справа налево.
К наиболее ранним изображениям сцены бегства в Египет относится мозаика триумфальной арки базилики Санта Мария Маджоре (Рим), созданная в 432—440 годы. Изображённая сцена прибытия Святого семейства в город Сотин, заимствованная из апокрифов, противопоставлена сцене поклонения волхвов на противоположенной дуге арки. Художник этим соединяет два явления Христа язычникам.
В западной иконографии сюжет бегства в Египет появляется довольно поздно, ещё позднее (XIV век) появляются сцены отдыха Святого семейства (первым известным образцом является работа Мастера Бертрама на Грабовском алтаре (ок. 1379 года)). К концу XV века в живописи начинает доминировать Мария с младенцем, а Иосифу отводится второстепенная роль. Из работ этого периода примечательна работа Караваджо: художник изобразил ангела, играющего на скрипке по нотам, которые держит Иосиф.

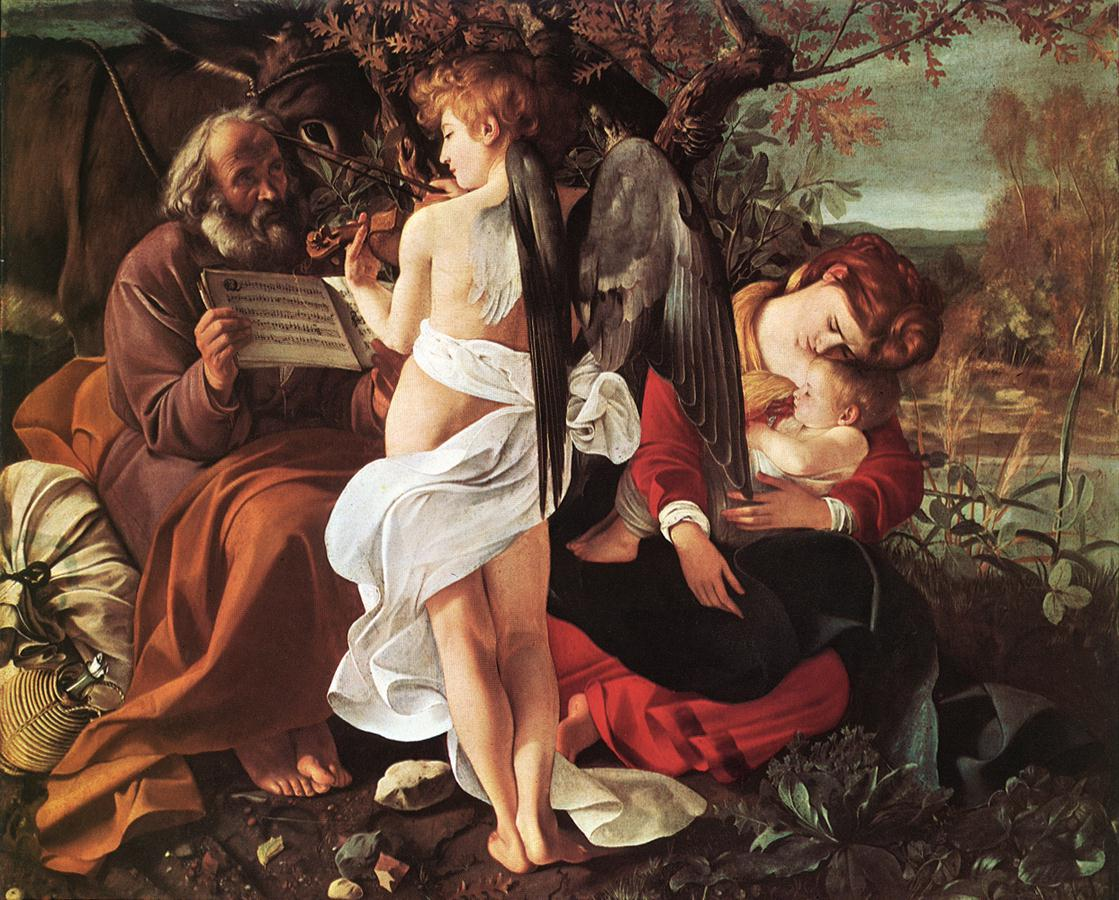
Отдых на пути в Египет
(Караваджо, 1596—1597 годы)

К числу наиболее поздних сюжетов относится переправа Святого семейства на лодке через реку. Этот мотив встречается в итальянской и французской живописи XVII—XVIII веков. Иногда перевозчиком выступает Харон (картины Пуссена и Буше), этим даётся намёк на будущую смерть Спасителя. Это иногда особо подчёркивается явлением в облаках ангела с крестом в руках.
В православной живописи сцена бегства в Египет является редким сюжетом и встречается чаще всего как клеймо на иконах Рождества Христова.
Наиболее популярные сюжеты:
- Явление ангела Иосифу (изображается как перед бегством в Египет, так и перед возвращением из него);
- Святое семейство по пути в Египет (изображается процессией с участием апокрифических персонажей);
- Отдых Святого семейства (часто изображается пальма, чудесным образом склонившая свою крону, чтобы укрыть Деву Марию от зноя);
- Сокрушение идолов (число идолов различно — от одного до четырёх, частным вариантом является прибытие Святого семейства в город Сотин).

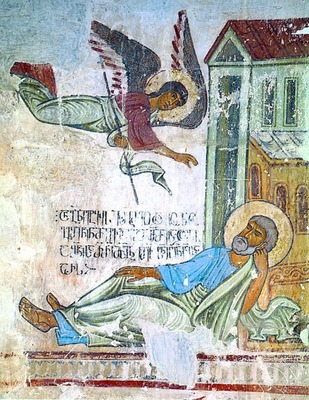
Явление ангела Иосифу (фреска в атенском Сионе, 1080 год)
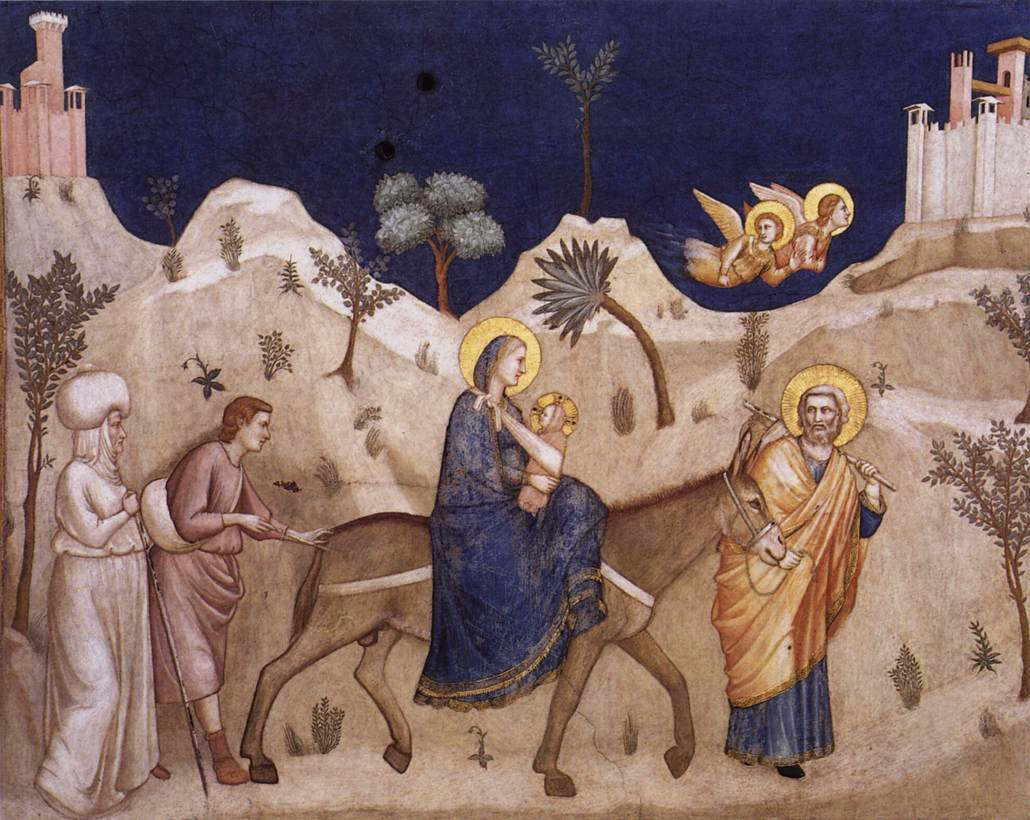
Бегство в Египет (Джотто, церковь Сан-Франческо в Ассизи)
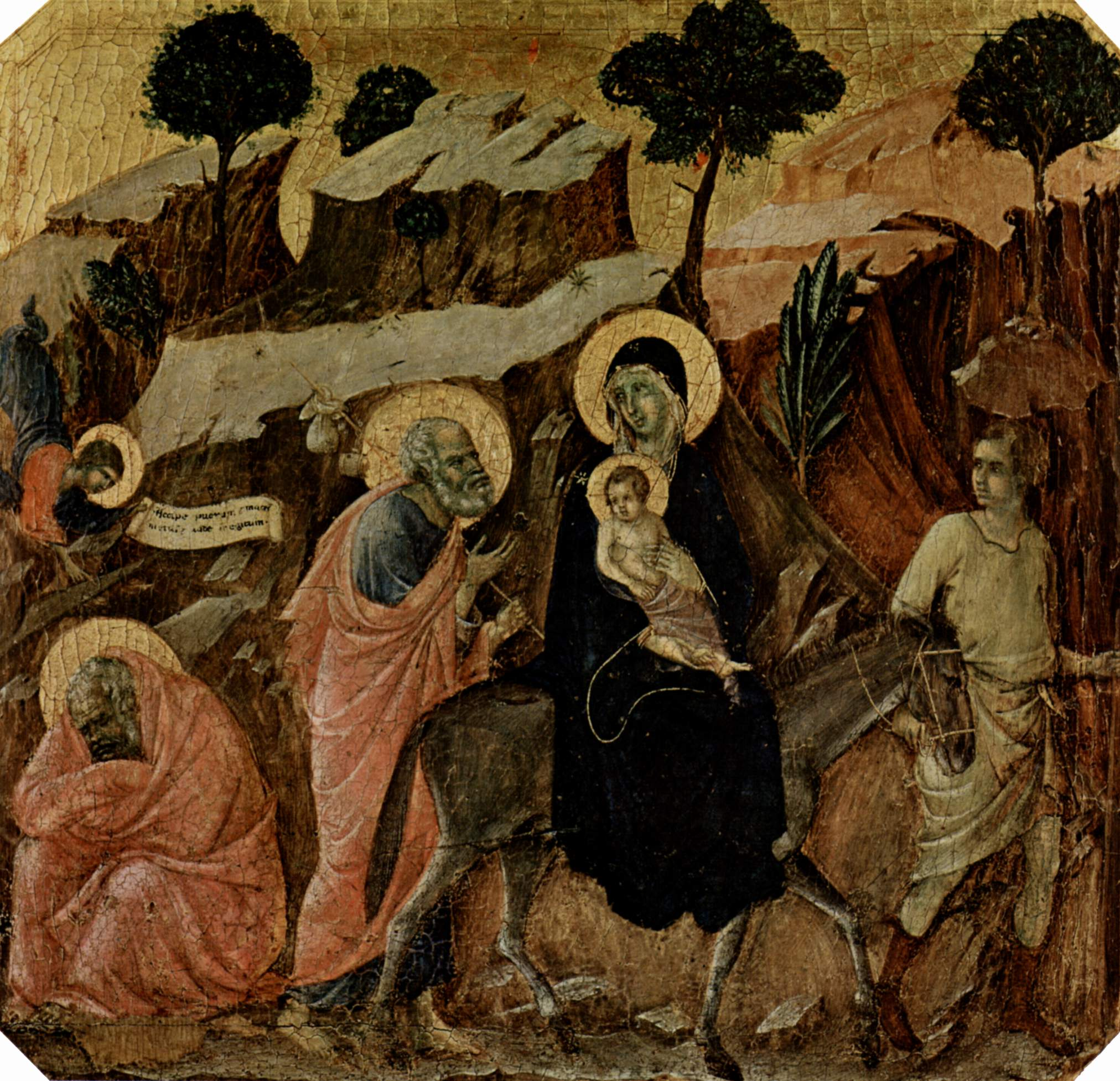
Явление ангела Иосифу и бегство в Египет (Дуччо, Маэста)
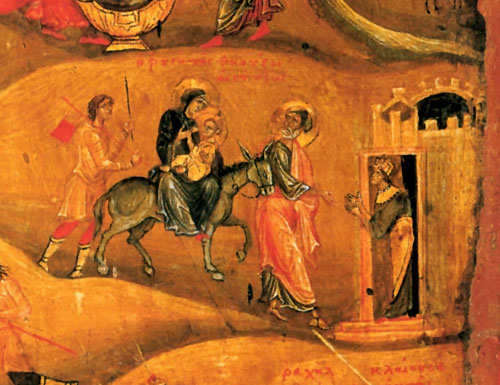
Прибытие в Сотин (деталь иконы Рождество Христово, Синайский монастырь, XII век)
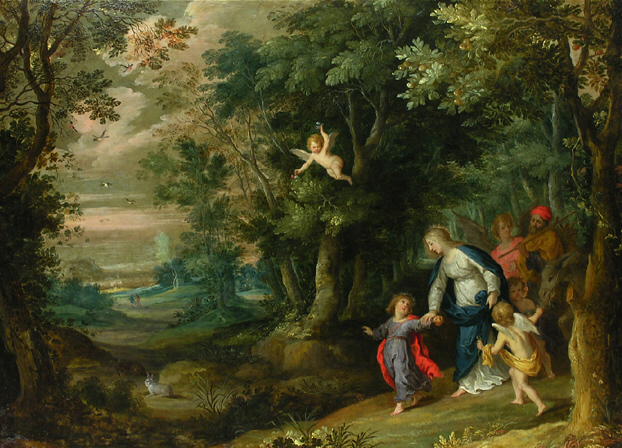
Бегство в Египет (Ханс Роттенхаммер, Ян Брейгель Старший)
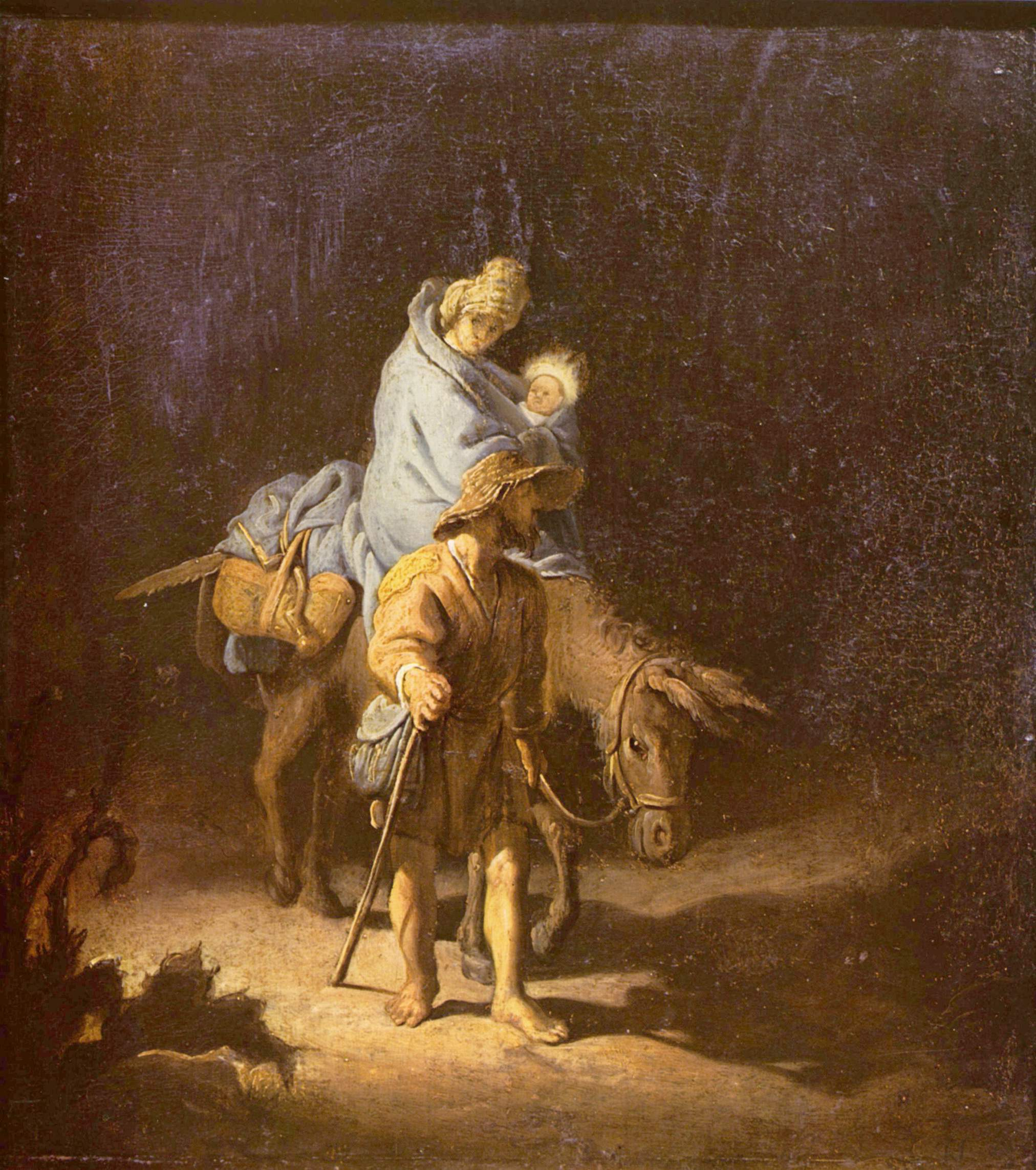
Бегство в Египет (Рембрандт, 1627 год)